# 990 a.C.

## Eventos
- Sidarta Gautama [Nota 1] visita Mágada e converte Vatsa.[1][Nota 2]

## Nascimentos
- Salomão, personagem bíblico